# 現代ワーシップソングの一覧
現代ワーシップソングの一覧（げんだいワーシップソングのいちらん）は、現代のワーシップソングの一覧。
コンテンポラリー・ワーシップ・ミュージックは、1960年代のジャンルの始まりから、何千もの曲が書かれてきた。ほとんどは短命で、短い期間のみ教会内で使用されるが、稀に長い期間歌われるなどして人気を集め、有名になることもある。日本では、ミクタムレコードを草分けとして多くの曲が翻訳された。日本では、日本語のオリジナル曲を含めて「ワーシップソング」と言われる。以下は、英語圏のワーシップソングを中心に、日本で歌われている曲を表にしたものである。

## 曲の一覧

### あ行
- 『あなたのみことばは』
- 『一羽の雀』en:His Eye Is on the Sparrow
- 『エル・シャダイ』El Shaddai
- 『おおいなる神』リッチ・マリンズによる曲。

### か行
- 『God Bless You』岩渕まこと作曲
- 『きみは愛されるため生まれた』

### さ行
- 『鹿のように』
- 『シャイン、ジーザス、シャイン』-グラハム・ケンドリックによる曲
- 『シャウト・トゥ・ザ・ロード』-en:Darlene Zschechによる曲
- 『主がこの場所に』CIアジア出版
- 『主の臨在の中で』レインボーミュージックジャパン
- 『主は道を』（God will make a way）ドン・モエン作詞作曲
- 『スピリットソング』ジョン・ウィンバー作詞作曲
- 『聖霊なる神』岩渕まこと作曲

### は行
- 『フリー』ノア・ミュージック・ミニストリー

### ま行
- 『御名を掲げて』
- 『もうふりむかない』ノア・ミュージック・ミニストリー